# Artur Heras
Pour les articles homonymes, voir Heras.
Artur Heras i Sanz est un peintre et un dessinateur valencien né à Xàtiva en 1945.

## Biographie
II étudie à la faculté des Beaux-Arts de San Carles de Valence.
Durant la transition démocratique, il collabore avec la revue Valencia Semanal dont il conçoit plusieurs couvertures.
Entre 1980 et 1995, il dirige la Sala Parpalló.